# بهدليات
بُهْدُليّات (الاسم العلمي Leiothrichidae)، فصيلة طيور من العالم القديم وتنتمي إلى رتبة العصفوريات. وهي طيور مختلفة الألوان ومتفاوتة الأحجام. موطنها المناطق الاستوائية في جنوب شرق آسيا وشبه القارة الهندية. تضم 135 نوع ضمن 15 جنس.